# Georg Christoph Mehrtens
Georg Christoph Mehrtens (* 31. Mai 1843 in Bremerhaven; † 9. Januar 1917 in Dresden) war ein deutscher Bauingenieur und Hochschullehrer.

## Leben
Er war Sohn des Schmiedemeisters Christoph Mehrtens. Nach seiner Schulzeit am Realgymnasium in Bremerhaven war Mehrtens in Hamburg als Praktikant tätig, bevor er an der Technischen Hochschule Hannover ein Studium der Ingenieurwissenschaften begann, das er 1865 abschloss.
Er war danach bis 1878 als Sektionsbaumeister und Oberingenieur der Eisenbahndirektion Hannover unter anderem am Bau der Eisenbahnstrecken Berlin–Dresden und Berlin–Lüneburg beteiligt. Von 1878 bis 1888 war Mehrtens im preußischen Ministerium der öffentlichen Arbeiten in Berlin tätig, wobei er sich in dieser Periode verstärkt der Forschung und der Technischen Hochschule Charlottenburg zuwandte und nach seiner Habilitation eine Lehrtätigkeit aufnahm.
Auch weiterhin im preußischen Staatsdienst tätig, leitete er ab 1888 den Bau der Weichselbrücke Dirschau, der Nogatbrücke und der heutigen Rudolf-Modrzejewski-Brücke über die Weichsel bei Fordon in der Nähe von Bromberg (heute Bydgoszcz). Mehrtens begründete mit dieser weitgespannten Flussstahlbrücke in der Fachwelt sein Ansehen und festigte dieses mit einem Vortrag bei der Weltausstellung in Chicago 1893 über die Anwendung von Flussstahl im Brückenbau.
1894 folgte er einem Ruf an die Technische Hochschule Aachen, bevor er im Oktober 1895 an der Technischen Hochschule Dresden den Lehrstuhl des verstorbenen Wilhelm Fränkel für Baustatik und Eisenbrückenbau übernahm. Nach der Emeritierung seines Dresdner Kollegen Otto Mohr führte er dessen Vorlesungen über Festigkeits- und Baustofflehre weiter. Mehrtens war von 1901 bis 1902 Rektor der Technischen Hochschule Dresden und neben seiner intensiven Lehrtätigkeit auch Autor einer großen Anzahl von Publikationen, Gutachter und Redaktionsmitglied der Zeitschrift Der Eisenbau. Im April 1913 wurde er emeritiert.
Zu seinen Schülern gehörten auch die späteren Dresdner Professoren Max Förster, Willy Gehler und Kurt Beyer.
Mehrtens war Mitglied des Vereins Deutscher Ingenieure (VDI) und des Dresdener Bezirksvereins des VDI.